# Trojden (imię)
Trojden – imię męskie pochodzenia litewskiego (po litewsku Traidenis).  
Osoby noszące imię Trojden: 
- Trojden – wielki książę litewski;
- Trojden I – książę czerski i warszawski;
- Trojden II – książę rawski, płocki, sochaczewski, gostyniński, płoński, bełski i wiski;
- Wilhelm Trojden Radziwiłł - prawnuk Albrychta Radziwiłła[2].

Postacie fikcyjne o imieniu Trojden:
- Trojden – postać ze świata wiedźmina, brat Radowida I, książę redański, założyciel dynastii Trojdenidów.